# Бијафра
Република Бијафра је била сецесионистичка држава која је постојала на територији данашње југоисточне Нигерије. Постојала је од 30. маја 1967. до 15. јануара 1970. Бијафру је насељавао народ Игбо, који је предводио сецесију због економских, етничких, културних и религијских тензија између бројних народа Нигерије и оснивања Нигерије 1960. Издвајање Бијафре је довело до Нигеријског грађанског рата, који се завршио враћањем Бијафре под суверенитет Нигерије
Бијафру су признали Габон, Хаити, Обала Слоноваче, Танзанија и Замбија. Израел, Француска, Португал, Родезија, Јужноафричка Република и Ватикан нису званично признали Бијафру, али су јој пружали подршку.

## Историја
Године 1960, Нигерија је постала независна од Уједињеног Краљевства. Као и у другим новим афричким државама. границе нису биле усклађене с пређашњим територијама. У северном пустињском делу земље налазиле су се полуаутономне феудалне муслиманске државе, док су југ земље већином настањивали хришћани и анимисти. Нигеријске залихе нафте, која је примарни извор прихода земље, налазе се на југу државе.
Након независности, Нигерија се нашла подељена на разне етничке групе: Хауса и Фулани на северу, Јоруба на југозападу и Игбо на југоистоку. Као одговор на побуне од годину дана раније, у којима је погинуло око 30.000 Игбоа, а око милион постало избеглице, у јануару 1966, група источних Игбоа спровела је војну побуну чији је циљ било издвајање из Нигерије. У то је време на власт дошао Јакубу Говон. У тадашњим сукобима погинуло је неколико хиљада Игбоа.
У јануару 1967, војни вође и функционери сваке регије договорили су се у Абури о лабавој конфедерацији између регија. Након неког времена, источњаци су одбацили план помирења и 26. маја одлучили се на одцепљење од Нигерије. Дана 30. маја војни функционер Источне регије Чуквуемека Одумегву Оџукву прогласио је Републику Бијафру, читајући имена источњака који су погинули у насиљу после државног удара. Због залиха нафте у том подручју избијају сукоби.

### Рат
Након тога, Савезна војна влада (ФМГ) започела је акције како би поновно припојила Источну регију. Иако у почетку нису имали успеха, касније је ФМГ почео да осваја територије, те су до 1968. смањили територију Бијафре на једну десетину изворне територије.
У септембру 1968, савезна влада започела је с последњом офанзивом. Иако у почетку та акција није имала успеха, касније је ФМГ пробила бијафријску одбрану. Дана 30. јуна 1969, нигеријска је влада забранила помоћ Црвеног крста Бијафри. Након две недеље допуштена је лекарска помоћ, уз ограничење помоћи у храни. У јуну 1969, Оџукву је позвао Уједињене нације да договори прекид ватре. Савезна влада је тад позвала Бијафру на предају. Након акција у децембру, Оџукву је побегао у Обалу Слоноваче остављајући начелника штаба Филипа Ефијонга на челу владе. Ефијонг је у јануару позвао на прекид ватре, те се предао ФМГ-у. У том раздобљу је око милион људи умрло од последица рата и глади.

## Географија
Територија Бијафре обухватала је око 76.000 km² територије данашње југоисточне Нигерије, а граничила је с Нигеријом на северу и Камеруном на истоку. На југу је Бијафра излазила на Гвинејски залив. Реке Крос и Нигер су преко Бијафре улазиле у Атлантски океан. У том подручју Нигерије нађене су велике залихе нафте.

### Клима
У Бијафри влада тропска клима с израженим сувим и кишним сезонама. Кишна сезона траје од априла до октобра, а карактеришу је обилне падавине и висока влажност. У раздобљу између јуна и јула, падне око 360 мм кише. Дневне температуре варирају између 22 и 30 °C. Сушна сезона траје од новембра до априла. Падавине у фебруару износе само 16 мм. У том раздобљу температуре варирају од 20 °C ноћу, те до 36 °C дању.

## Језик
Најговоренији језик у Бијафри био је игбо. Овај језик састоји се од хиљада различитих дијалеката. Такође уз игбо, у Бијафри су се говорили и разни други језици, као ибибио и иџо.